# Hooilandwasplaat
De hooilandwasplaat (Hygrocybe glutinipes) is een schimmel die behoort tot de familie Hygrophoraceae. Hij leeft saprotroof op de grond in niet of zwak bemeste wei- en hooilanden, zelden in essen-elzenbos, zowel op natte venige bodems met kalkhoudende kwel als op droge kalkrijke leem en kalkhoudend duinzand.

## Kenmerken

### Uiterlijke kenmerken
Hoed
De hoed heeft een diameter van 0,5–3 cm. De vorm is aanvankelijk bol, klokvormig of bijna halfbolvormig, daarna breed bol, breed klokvormig of bijna plat, slijmerig, kaal, lichtoranje tot lichtroodoranje, overgaand in lichteroranje. De hoedrand is soms licht gekarteld.
Lamellen
De lamellen zijn oranje of lichtoranje.
Steel
De steel is 2 tot 4 cm lang en 0,2 tot 0,6 cm dik. De steel is cilindrisch, slijmerig, kaal, dezelfde kleur als de hoed.
Geur en smaak
Het vlees heeft geen uitgesproken geur en smaak.

### Microscopische kenmerken
De basidia hebben vier sterigmata van tot 45 µm lang. Cystidia onbreken. De sporen zijn ellipsoïde, glad, hyaliene (ook in KOH), niet-amyloïde en meten 6-9 × 3,5-5 µm. Het lamellaire trama loopt parallel en is zeer lang (70-600 µm). De hoedhuid (Pileipellis) is een Ixotrichoderm en bestaat uit hyfen van 2–4 µm breed.

## Verspreiding
In Nederland komt hij matig algemeen voor. Hij staat op de rode lijst in de categorie 'kwetsbaar'.

## Foto's

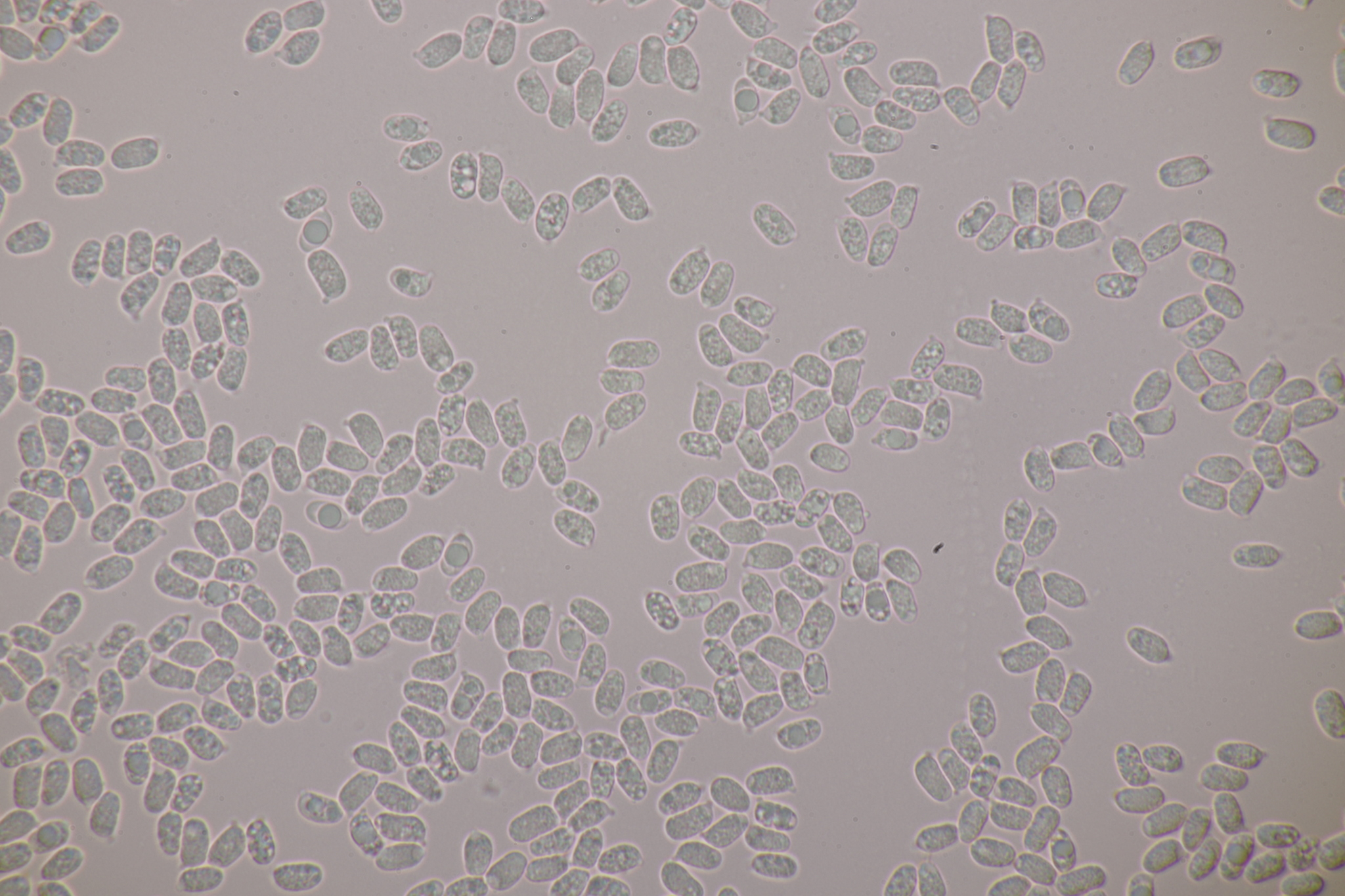
Sporen